# Sechstagerennen München

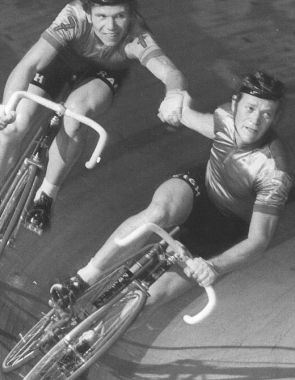
René Pijnen und Günter Haritz (1976)

Das Münchner Sechstagerennen war eine traditionelle Bahnradsportveranstaltung in München.
Das erste Sechstagerennen in München fand 1933 statt. Kurz darauf wurden in Deutschland alle Sechstagerennen von den Nationalsozialisten als unwürdige Spektakel verboten. Ab 1949 fanden in München in den Messehallen auf der Theresienhöhe wieder Sechstagerennen statt. Das erste Rennen nach dem Zweiten Weltkrieg war ein Medienereignis und fand internationale Aufmerksamkeit, da zum ersten Mal nach dem Krieg wieder ausländische Fahrer auf einer deutschen Bahn starteten. Anfangs sehr erfolgreich (ca. 100.000 Besucher), wurden die Rennen 1954 zum vorerst letzten Mal ausgetragen. Zuletzt nur noch 4000 Besucher führten zur Insolvenz der veranstaltenden Winterbahn GmbH. Nach 18-jähriger Pause wurden ab 1972 erneut Sechstagerennen in München ausgetragen, nun in der Olympiahalle. Das vorerst letzte Sechstagerennen in München fand vom 12. bis 17. November 2009 statt. Die Olympiapark München GmbH gab ihre Sixdays-Lizenz an den internationalen Verband Union Internationale des Vélodromes (UIV) zurück.

## Radrennbahn
Die erste Bahn hatte eine Länge von 145 Metern. Sie wurde 1950 auf 166 Meter verändert. Die freistehende Radrennbahn von 1972 in München war sechs Meter breit, 200 Meter lang und hatte einen Untergrund aus Hartholz. Der Kurvenüberhang betrug 49 Grad, d. h., dass die Fahrer bei einer Geschwindigkeit von ca. 40–50 km/h mit dem Rad waagrecht zur Bahn standen.

## Trivia
Zu einem Eklat kam es 1988, als die Veranstalter Dietrich Thurau wegen überhöhter Gagenforderungen aus dem Rennen ausschlossen.

## Sieger
| Jahr   | Sieger                                      |
| ------ | ------------------------------------------- |
| 2009   | Bruno Risi (CH) – Franco Marvulli (CH)      |
| 2008   | Robert Bartko (D) – Iljo Keisse (B)         |
| 2007   | Bruno Risi (CH) – Franco Marvulli (CH)      |
| 2006   | Bruno Risi (CH) – Erik Zabel (DE)           |
| 2005   | Robert Bartko (DE) – Erik Zabel (DE)        |
| 2004   | Matthew Gilmore (B) – Scott McGrory (AUS)   |
| 2003   | Bruno Risi (CH) – Kurt Betschart (CH)       |
| 2002   | Matthew Gilmore (B) – Scott McGrory (AUS)   |
| 2001   | Silvio Martinello (I) – Erik Zabel (D)      |
| 2000   | Bruno Risi (CH) – Kurt Betschart (CH)       |
| 1999   | Silvio Martinello (I) – Andreas Kappes (D)  |
| 1998   | Bruno Risi (CH) – Kurt Betschart (CH)       |
| 1997   | Bruno Risi (CH) – Kurt Betschart (CH)       |
| 1996   | Adriano Baffi (I) – Giovanni Lombardi (I)   |
| 1995   | Etienne De Wilde (B) – Erik Zabel (D)       |
| 1994   | Bruno Risi (CH) – Kurt Betschart (CH)       |
| 1993   | Bruno Risi (CH) – Kurt Betschart (CH)       |
| 1992   | Olaf Ludwig (D) – Urs Freuler (CH)          |
| 1991   | Danny Clark (AUS) – Etienne De Wilde (B)    |
| 1990   | Danny Clark (AUS) – Tony Doyle (GB)         |
| 1989   | Andreas Kappes (D) – Etienne De Wilde (B)   |
| 1988   | Danny Clark (AUS) – Tony Doyle (GB)         |
| 1987   | Dietrich Thurau (D) – Urs Freuler (CH)      |
| 1986   | Dietrich Thurau (D) – Danny Clark (AUS)     |
| 1985   | René Pijnen (NL) – Urs Freuler (CH)         |
| 1984   | Hans-Henrik Ørsted (DK) – Gert Frank (DK)   |
| 1983   | René Pijnen (NL) – Urs Freuler (CH)         |
| 1982   | René Pijnen (NL) – Patrick Sercu (B)        |
| 1981   | Danny Clark (AUS) – Donald Allan (AUS)      |
| 1980   | Danny Clark (AUS) – Don Allen (AUS)         |
| 1979   | Patrick Sercu (B) – Dietrich Thurau (D)     |
| 1978   | Patrick Sercu (B) – Gregor Braun (D)        |
| 1977   | Patrick Sercu (B) – Eddy Merckx (B)         |
| 1976   | Wilfried Peffgen (D) – Albert Fritz (D)     |
| 1975   | René Pijnen (NL) – Günter Haritz (D)        |
| 1974   | Graeme Gilmore (AUS) – Sigi Renz (D)        |
| 1973   | René Pijnen (NL) – Leo Duyndam (NL)         |
| 1972   | Wolfgang Schulze (D) – Sigi Renz (D)        |
| 1954   | Hans Preiskeit (D) – Ludwig Hörmann (D)     |
| 1953   | Jean Roth (CH) – Walter Bucher (D)          |
| 1952   | Alfred Strom (D) – Ludwig Hörmann (D)       |
| 1951   | Émile Carrara (F) – Guy Lapébie (F)         |
| 1950-2 | Camiel Dekuysscher (B) – Maurice Depauw (B) |
| 1950-1 | Robert Naeye (B) – René Adriaenssens (B)    |
| 1949   | Robert Naeye (B) – René Adriaenssens (B)    |
| 1933   | Oskar Tietz (D) – Franz Lehmann (D)         |